# Memorial Avelino Camacho 2006
El XVIII Memorial Avelino Camacho fue una prueba ciclista amateur, disputada en el concejo de Llanera (Asturias), el lunes 21 de agosto de 2006. La prueba, incluida en el calendario de la Copa de España del Porvenir, tuvo una distancia de 132,8 km.

## Clasificación final
| Posición | Ciclista                 | Equipo                        | Tiempo     |
| -------- | ------------------------ | ----------------------------- | ---------- |
| 1.       | Beñat Intxausti          | Seguros Bilbao                | 3h 21' 18" |
| 2.       | Rubén Reig               | Liberty Seguros-Würth         | m.t.       |
| 3.       | Enrique Mata             | Saunier Duval                 | + 9"       |
| 4.       | Rubén Martínez           | Macario Construcción          | + 9"       |
| 5.       | Gonzalo Rabuñal          | Frisonoble                    | + 9"       |
| 6.       | Jesús López              | Soctec Construcciones         | + 9"       |
| 7.       | Francisco Martínez       | Garcamps-Comunitat Valenciana | + 9"       |
| 8.       | Andrés Antuña            | Liberty Seguros-Würth         | + 9"       |
| 9.       | Francisco Javier Echarri | Seguros Bilbao                | + 9"       |
| 10.      | Marcos García            | Super Froiz                   | + 9"       |

| 11. | Jonathan Castroviejo  | Seguros Bilbao                | + 9"     |
| 12. | Delio Fernández       | Caja Rural                    | + 9"     |
| 13. | Esteban Plaza         | Andalucía-Paul Versan         | + 9"     |
| 14. | Antonio Piedra        | Garcamps-Comunitat Valenciana | + 14"    |
| 15. | Raúl Santamarta       | Seguros Bilbao                | + 14"    |
| 16. | Mario Cortés          | Caja Castilla-La Mancha-Grama | + 14"    |
| 17. | Ismael Lizarraga      | Caja Rural                    | + 47"    |
| 18. | Miguel Ochoa          | Saunier Duval                 | + 1' 13" |
| 19. | Arturo Mora           | Liberty Seguros-Würth         | + 1' 13" |
| 20. | Iván Suárez           | Super Froiz                   | + 1' 13" |
| 21. | José Adrián Sánchez   | Andalucía-Paul Versan         | + 1' 13" |
| 22. | Mikel Nieve           | Caja Rural                    | + 1' 13" |
| 23. | Josué Gutiérrez       | MG Promociones                | + 1' 51" |
| 24. | Luis Ángel Maté       | Saunier Duval                 | + 1' 51" |
| 25. | Javier Chacón         | Garcamps-Comunitat Valenciana | + 1' 51" |
| 26. | Pedro Gutiérrez       | Caja Castilla-La Mancha-Grama | + 1' 51" |
| 27. | Sergio Carrasco       | Andalucía-Paul Versan         | + 1' 51" |
| 28. | Francisco Cordón      | Andalucía-Paul Versan         | + 1' 56" |
| 29. | Héctor González       | Saunier Duval                 | + 2' 40" |
| 30. | Juan Francisco Mourón | Hierros Diego                 | + 2' 43" |
| 31. | Serafín Martínez      | Super Froiz                   | + 2' 43" |
| 32. | Francisco Pérez       | Soctec Construcciones         | + 2' 43" |
| 33. | Alberto Ibañez        | Saunier Duval                 | + 2' 43" |
| 34. | Pedro Arrieta         | Macario Construcción          | + 2' 43" |
| 35. | Daniel Sesma          | Caja Rural                    | + 2' 43" |
| 36. | Pablo Muñoz           | MG Promociones                | + 2' 43" |
| 37. | Alberto García        | Alfus Tedes                   | + 2' 53" |
| 38. | Vicente Rodrigo       | Saunier Duval                 | + 2' 57" |